# (11363) Vives
(11363) Vives est un astéroïde de la ceinture principale.

## Description
(11363) Vives est un astéroïde de la ceinture principale. Il fut découvert le 1er mars 1998 à La Silla par Eric Walter Elst. Il présente une orbite caractérisée par un demi-grand axe de 2,16 UA, une excentricité de 0,16 et une inclinaison de 5,3° par rapport à l'écliptique.

## Compléments